# Лассинантти, Йоэль
Йоэль Лассинантти (швед. Joel Lassinantti; 8 января 1993, Лулео, Швеция) — шведский хоккеист, вратарь. Привлекался к играм в составе сборной Швеции. В настоящее время является игроком хоккейного клуба  «Лулео», выступающего в SHL.

## Биография
Лассинантти — воспитанник системы хоккейного клуба «Лулео». Выступал на различных молодёжных и юниорских турнирах Швеции. В высшей шведской лиге дебютировал в сезоне 2014/15. В 2016 году стал победителем хоккейной Лиги Чемпионов в составе «Лулео». Был в составе сборной Швеции на первенстве мира 2016 года в России.
На уровне Континентальной хоккейной лиги выступал в составе хоккейного клуба «Сочи», в сезоне 2020/2021.За черноморскую команду отыграл в 15 матчах, при показателе надёжности 89.0%.